# Иларион (Цонев)
Митрополит Иларион (в миру Димитр Драганов Цонев, болг. Димитър Драганов Цонев; 12 января 1913, Елена, Третье Болгарское царство — 28 октября 2009, Варна, Болгария) — митрополит Болгарской православной церкви, Митрополит Доростольский, духовный писатель.
Был плодовитым духовным писателем, оставил множество книг и более 300 стихотворений.

## Биография
Родился 12 января 1913 года в Елене. Приходился родственником борцам за национальное освобождение — митрополиту Илариону и писателю Стояну Михайловскому. Его отец погиб во время Первой мировой войны.
В юности был знаком с архиепископом Серафимом (Соболевым), управляющим Русскими православными приходами в Болгарии. «Митя будет монахом», — уверенно сказал однажды о нем архиепископ Серафим
В родном городе получил начальное и гимназическое образование. Осенью 1927 года поступил в Софийскую духовную семинарию, которую окончил в 1933 году. В сентябре того же году поступил на богословский факультет Софийского университета святого Климента Охридского, который окончил в 1937 году.
4 сентября 1938 года в Дряновском монастыре был пострижен в монашество с именем Иларион митрополитом Тырновским Софронием (Чавдаров). 21 ноября того же года в храме святого Архангела Михаила в Варне был рукоположён в сан иеродиакона митрополитом Пловдивским Кириллом (Константиновым). 1 ноября 1941 года в Софийском семинарском храме преподобного Иоанна Рыльского был рукоположён в сан иеромонаха митрополитом Софийским Стефаном (Шоковым).
Был помощником секретаря, а позже и учителя-воспитателя Софийской духовной семинарии.
В 1944 году был назначен протосингелом в Тырновскую митрополию и находился на этой должности до 30 сентября 1957 года.
5 декабря 1947 года решением Священного Синода Болгарской Православной Церкви был возведён в архимандритское достоинство митрополитом Велико-Тырновским Софронием (Чавдаровым).
1 октября 1957 года до 15 августа 1964 года был инспектором Софийской духовной академии святого Климента Охридского.
С 16 августа 1964 года до 31 марта 1965 года был игуменом Троянского монастыря.
С 1 апреля 1965 по 31 июля 1972 года архимандрит Иларион был начальником культурно-просветительского отдела, а позже и богослужебного и духовного надзора отделов при Священном Синоде БПЦ.
C 1 августа 1972 года по 31 декабря 1980 год — игумен Бачковского монастыря.
21 января 1981 года в Пловдивском митрополичьем храме святой Марины был рукоположён в сан епископа Траянопольского.
В этом сане занимал должности: председателя церковного настоятельства при патриаршем храме-памятнике благоверного Александра Невского; директора Церковно-исторического и археологического музея при Болгарской Патриархии; игумена Троянского монастыря; викария Варненской епархии; патриаршего викария и заведующего Богослужебного отдела и Отдела духовного надзора при Священном Синоде.
В 1986 году принял участие в экуменической встрече в Ассизи, за что впоследствии получил «пальму мира».
В 1990—1992 годах — викарий Велико-Тырновского митрополита Стефана, а затем, из-за преклонного возраста митрополита, также временный управляющий Тырновской епархией.
Был одним из шести митрополитов и трёх епископов, которие провозгласили патриаршие выборы 1971 года незаконными, а патриарха Максима — нелегитимным и низложенным и 18 мая 1992 года образовали т.н. Альтернативный синод, но епископ Иларион быстро передумал, и сразу возвратился в подчинение патриарху Максиму
В 1994—2003 годах он служил как патриарший викарий с местопребыванием в Софии.
7 октября 2003 года избран, а 12 октября канонически утверждён Священным Синодом как митрополит Доростольский и 19 октября того же года торжественно настолован на свою кафедру.
В 2004 году вступил в Союз писателей Болгарии. Был одним из немногих, поддержавших избрание архонтом депутата Европарламента Славчо Бинева.
В мае 2009 награждён государственным орденом Кирилла и Мефодия.
Скончался 28 октября 2009 года в военно-морской больнице в Варне после непродолжительной болезни. 30 ноября в соборном храме святых Петра и Павла в Силистре после служения заупокойной Литургии состоялось его отпевание. В чинопоследовании отпевания приняли участие Высокопреосвященные митрополиты: Русенский Неофит (Димитров), Видинский Дометиан (Топузлиев), Варненский и Великопреславский Кирилл (Ковачев), Неврокопский Нафанаил (Калайджиев), Старозагорский Галактион (Табаков), Ловчанский Гавриил (Динев) и Пловдивский Николай (Севастиянов); епископы: Девольский Феодосий (Купичков), игумен Троянского монастыря, и Агатоникийский Борис (Добрев), игумен Бачковского монастыря, а также архиереи Румынской Православной Церкви: архиепископ Томисский Феодосий (Петреску), архиепископ Нижнедунайский Кассиан (Крэчун) и епископ Слобозийский и Кэлэрашский Викентий (Грифони). Также присутствовали и. д. представителя Русской православной церкви при Болгарском патриархате иеромонах Зотик (Гаевский) и представитель Румынской Православной Церкви в Болгарии священноиконом Нелуц Опря. Похоронен в непосредственной близости от кафедрального собора при дворе митрополии.

## Публикации
- «Пътят на монаха» (1944)
- «Смирение и гордост» (1944)
- «Езикът-дар от Бога» (1944)
- «Съкровището на княза» (1981)
- «Поглед към вечността» (1995)
- «Светият кръст» (1996)
- «Летопис на писмената» (1996)
- «Поезия за цветята» (1997)
- «Евангелски картини» (1997)
- «Цветя за България» (1997)
- «Древни хроники за Търновград» (1998)
- «Легенди за град Елена» (1999)
- «Пламъкът на Хилендар» (1999)
- «Гласът на камбаните» (1999)
- «Уроци от живота за живота» (2000)
- «Завещания от векове» (2000)
- «Ктиторът» (2001)
- «Възпяваната Света Богородица» (2001)
- «Бог Вседържител и Творец» (2002)
- «Светата Троица» (2003)
- «Благословени пътища» (2005)
- «Буквар на вярата» (2008)